# Aminadav
Aminadav (hebrejsky עַמִּינָדָב‎, v oficiálním přepisu do angličtiny Amminadav) je vesnice typu mošav v Izraeli, v Jeruzalémském distriktu, v oblastní radě Mate Jehuda.

## Geografie
Leží na jihozápadním okraji jeruzalémské aglomerace v nadmořské výšce 836 metrů na zalesněném hřbetu Judských hor. Přímo v obci vystupuje hora Har Aminadav. Severně od obce terén spadá do údolí potoka Sorek, na jihu je obdobný hluboký zářez údolí vádí Nachal Refa'im. Západně od mošavu pokračuje hřbet vrchem Har Salmon, na východě je to Har Ora.
Obec se nachází 46 kilometrů od břehu Středozemního moře, cca 50 kilometrů jihovýchodně od centra Tel Avivu, cca 9 kilometrů jihozápadně od historického jádra Jeruzaléma a 15 kilometrů východně od Bejt Šemeš. Aminadav obývají Židé, přičemž osídlení v tomto regionu je etnicky převážně židovské. Mošav je situován necelé 2 kilometry od Zelené linie, která odděluje Izrael v jeho mezinárodně uznávaných hranicích od území Západního břehu Jordánu. Počátkem 21. století byly přilehlé arabské (palestinské) oblasti Západního břehu od Izraele odděleny pomocí bezpečnostní bariéry.
Aminadav je na dopravní síť napojen pomocí lokální silnice číslo 3877. Jižně od obce probíhá v údolí železniční trať Tel Aviv – Jeruzalém.

## Dějiny
Aminadav byl založen v roce 1950. Novověké židovské osidlování tohoto regionu začalo po válce za nezávislost tedy po roce 1948, kdy Jeruzalémský koridor ovládla izraelská armáda a kdy došlo k vysídlení většiny zdejší arabské populace. Jižně od nynějšího mošavu stála do roku 1948 arabská vesnice al-Valadža. Okolo roku 1850 ovládal vesnici rodinný klan Darvišů, kteří měli v té době silný vliv v okolí Nábulusu a v deseti dalších vesnicích. Stála tu mešita a základní škola. Roku 1931 žilo v al-Valadža 1206 lidí v 202 domech. Izraelci byla al-Valadža dobyta v říjnu 1948. Zástavba pak byla z větší částí zbořena, s výjimkou několika domů.
Mošav byl zřízen 15. května 1950 v rámci vlny budování zemědělských vesnic v Judských horách. Jeho zakladateli byla skupina Židů z Jemenu, které pak doplnili i židovští imigranti z Maroka a dalších zemí. Jméno vesnice je odvozeno od biblické postavy Amínadaba, zmiňovaného například v Knize Rút 4,20 Až do šestidenní války v roce 1967 měl mošav Aminadav charakter pohraniční osady. Pak se růst vesnice zrychloval a ta se postupně proměnila v předměstí Jeruzaléma.
Západně od vesnice stojí pomník amerického prezidenta Kennedyho (Jad Kennedy, יד קנדי‎) a dál směrem k západu pokračuje Aminadavský les, součást rozsáhlého lesního komplexu vyplňujícího podstatnou část Jeruzalémského koridoru. V něm se nacházejí v lokalitě Churvat Se'adim (חורבת סעדים‎) ruiny staveb z byzantského období.

## Demografie

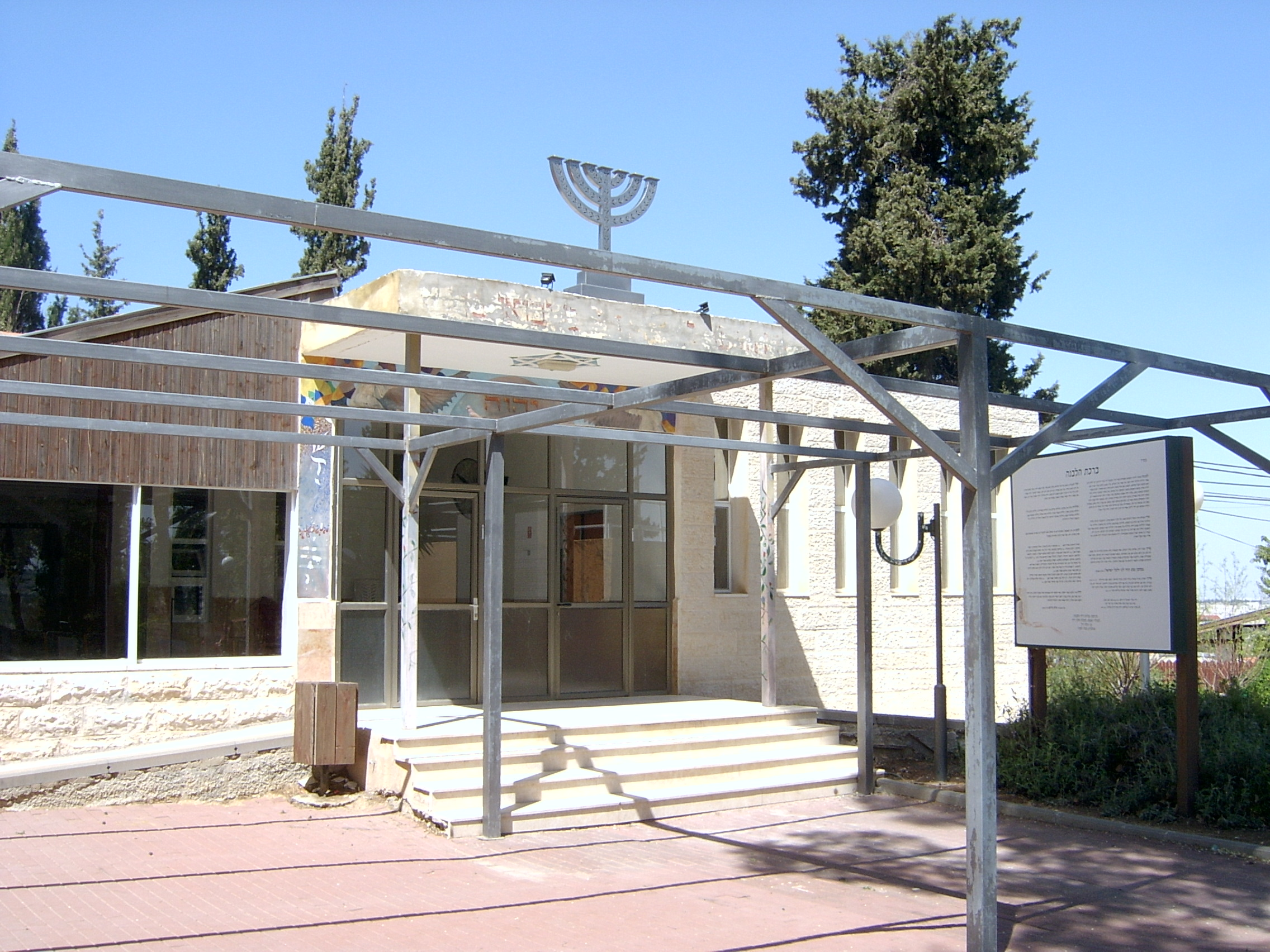
Aminadavská synagoga

Podle údajů z roku 2014 tvořili naprostou většinu obyvatel Aminadavu Židé (včetně statistické kategorie „ostatní“, která zahrnuje nearabské obyvatele židovského původu ale bez formální příslušnosti k židovskému náboženství).
Jde o menší obec vesnického typu s dlouhodobě rostoucí populací. K 31. prosinci 2014 zde žilo 1100 lidí. Během roku 2014 se počet obyvatel zvýšil o 5,0 %.